# Langley Heath
Langley Heath – osada w Anglii, w Kent. Leży 7,1 km od miasta Maidstone, 33,8 km od miasta Canterbury i 57,1 km od Londynu. W 2015 miejscowość liczyła 995 mieszkańców.